# Quantity Is Job 1
Quantity Is Job 1 é o segundo EP da banda Five Iron Frenzy, lançado a 3 de Novembro de 1998.
Este disco foi escrito em apenas duas semanas antes de ser gravado.
Os temas das canções incluem o amor incondicional em "Dandelions", os eventos ocorridos em Denver após o Super Bowl em "Get Your Riot Gear", aos rumores do final da banda em "The Untimely Death of Brad". O disco também inclui a cover de ELO, em "Sweet Talkin' Woman".
"All That is Good", refere uma passagem da Primeira Epístola aos Tessalonicenses 5:21, que foi escrita na torné de 1998, Ska Against Racism.

## Faixas
1. "My Evil Plan to Save the World" – 3:26
2. "All That is Good" – 3:23
3. "Dandelions" – 3:18
4. "One Girl Army" – 3:05
5. "Sweet Talkin' Woman" – 3:18 (Cover de ELO)
6. "When I Go Out" – 0:10
7. "Get Your Riot Gear" – 3:45
8. "The Untimely Death of Brad" – 4:20
9. "These Are Not My Pants (The Rock Opera) (Salsa)" – 0:34
10. "These Are Not My Pants (The Rock Opera) (Meat Loaf)" – 0:55
11. "These Are Not My Pants (The Rock Opera) (Country)" – 0:46
12. "These Are Not My Pants (The Rock Opera) (Heavy Metal)" – 0:49
13. "These Are Not My Pants (The Rock Opera) (R&B)" – 0:54
14. "These Are Not My Pants (The Rock Opera) (Reggae)" – 0:43
15. "These Are Not My Pants (The Rock Opera) (Cha Cha)" – 0:50
16. "These Are Not My Pants (The Rock Opera) (Hip-Hop)" – 1:17
17. "When I Go Out/Kingdom of the Dinosaurs" – 8:57

## Créditos
- Reese Roper - Vocal
- Micah Ortega - Guitarra, vocal
- Scott Kerr - Guitarra, vocal
- Keith Hoerig - Baixo
- Andy Verdecchio - Bateria, vocal
- Nathanel Dunham - Trompete, vocal de apoio
- Dennis Culp - Trombone, vocal de apoio
- Leanor Ortega - Saxofone, vocal de apoio